# Ankara Arena
 (avril 2025).
Si vous disposez d'ouvrages ou d'articles de référence ou si vous connaissez des sites web de qualité traitant du thème abordé ici, merci de compléter l'article en donnant les références utiles à sa vérifiabilité et en les liant à la section « Notes et références ».
L'Ankara Arena est une salle couverte situé à Ankara, en Turquie. Cette salle accueille les matchs du groupe C du Championnat du monde de basket-ball masculin 2010.

## Événements
- Championnat du monde de basket-ball masculin 2010
- RAW Live : 22 Avril 2011

## Galerie

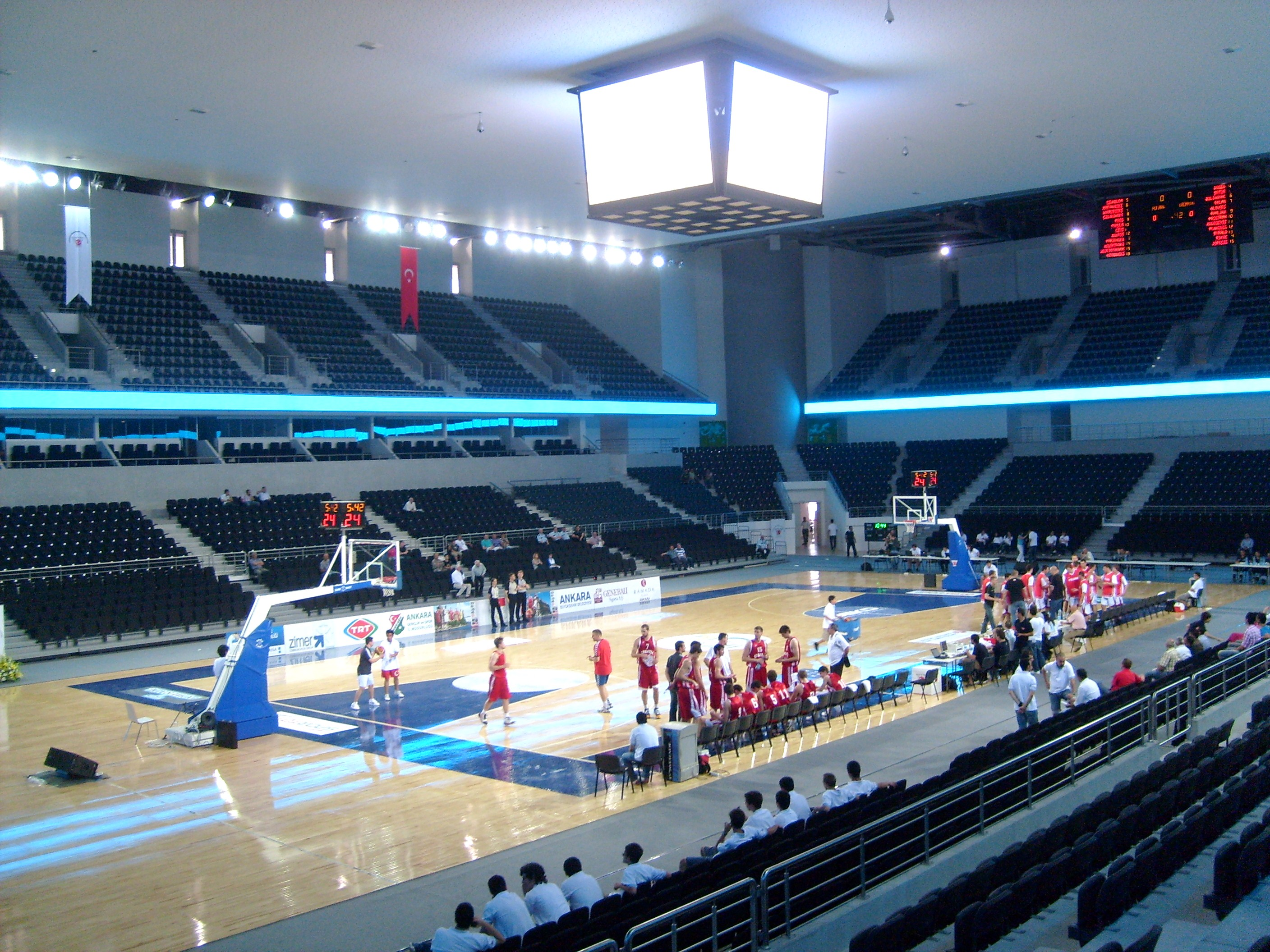
Intérieur